# Bolo'bolo
Bolo'bolo es un ensayo del suizo P.M. sobre ecología política, de influencia anarquista, escrito en 1983.
El autor, dentro de un estilo a veces irónico o satírico, explica cómo la raza humana está bajo la influencia de la gigantesca e inexorable Máquina de Trabajo Planetaria (MTP) que, alimentándose de la existencia de sus esclavos humanos, llevará a la humanidad a su perdición (cataclismo ecológico). Esta máquina es una parábola del sistema capitalista.
Según el autor, la salvación pasa por una nueva organización de la sociedad, abandonando el esquema clásico de hogar "casados y dos hijos" por una estructura en bolo, una especie de comunidad autosuficiente. Un bolo lo forman como máximo 500 personas aproximadamente y puede tener el tamaño de una gran casa, de un pueblo, de un barrio. Varios bolos pueden asociarse para formar unidades de colaboración de la talla de un municipio, de una ciudad o incluso de una megalópolis. El concepto de bolo no deja de recordar al de ecoaldea.
P.M. ha creado un embrión de lengua construida, el asa'pili, que sirve para describir sus conceptos y les añade un toque utópico.

## Traducciones
El idioma original de Bolo'bolo es el alemán. Sin otra publicidad que la de boca en boca, ha sido traducido a diversas lenguas y reeditado varias veces. 
A continuación algunas traducciones:
- P.M. (2016). Bolo'bolo (en gallego). Rianxo: Axóuxere. ISBN 978-84-944763-0-3
- P.M. (2013). Bolo'bolo (en francés) (2ª edición). Paris: Éditions de l’éclat. ISBN 9782841623037.
- P.M. (2011). Bolo'bolo (en inglés) (30th Anniversary Edition). New York: Autonomedia/Ardent. ISBN 9781570272417.
- P.M.. Bolo'bolo (en italiano). Lugano: La Baronata. ISBN 88-88992-09-X.
- P.M. (1986). Bolo'bolo (en portugués). Traducido por Sonia Hirsch. Brasil: CorreCotia. Archivado desde el original el 19 de junio de 2011. Consultado el 7 de agosto de 2011.

- P.M. (2002). Bolo'bolo. Traducido por Dossier Esprit68. Internet: Ninguna.